# Saint-Leu (Amiens)
Pour les articles homonymes, voir Saint-Leu.
Saint-Leu (en picard local : ech wartier Sant-Leu, ou plus simplement Sant-Leu) est un quartier d'Amiens, en France. Traversé par des canaux, il présente un caractère pittoresque.

## Historique

### Un quartier industriel du Moyen Âge aux années 1960
Au début du XIIIe siècle, la ville d'Amiens s'agrandit vers le nord par l'aménagement de quais sur les rives des canaux et bras de la Somme. Les industries textiles (tissage, teinturerie) les tanneries et des moulins s'installèrent dans ce lieu qui prit le nom de quartier Saint-Leu. La reconstruction de la cathédrale entraîna le transfert de l'Hôtel-Dieu le long de la chaussée aux bleds - l'actuelle rue Saint-Leu.
À la fin du XVe siècle, le quartier accueillit l'industrie de la sayetterie, chassée d'Arras, sur décision du roi Louis XI. La population ouvrière occupa le quartier dans des maisons de torchis jusqu'à la fin du XXe siècle.

### Seconde moitié du XXe siècle, implantation de l'enseignement supérieur
En 1804 fut créée à l'Hôtel-Dieu une École de santé qui perdura jusqu'au bombardement d'Amiens du 19 mai 1940. En 1958, le quartier Saint-Leu accueillit le collège scientifique universitaire (CSU) qui devint en 1969, l'UFR de sciences exactes et naturelles (Faculté des sciences).
A côté des locaux universitaires, rue Saint-Leu, a été construit dans les années 1970, le Centre régional de documentation pédagogique de l'académie d'Amiens.
Le pôle scientifique Saint Leu de l'Université de Picardie-Jules Verne rassemble l'UFR de mathématiques et d'informatique et l'UFR de sciences. Des laboratoires de recherches ont été construits sur l'emplacement d'anciens bâtiments industriels.
Dans les années 1990, les U.F.R. de droit et de sciences économiques se sont installés dans des locaux neufs de la rue Vanmarke, au pied de la cathédrale.
La rue Saint-Leu conduit à la citadelle où depuis septembre 2018 a été implanté le pôle « humanités » (Lettres, Langues, Histoire-Géographie, ESPE, et la bibliothèque universitaire).
La vocation universitaire du quartier Saint-Leu se trouve ainsi renforcé.

## Morphologie du quartier
Le quartier Saint-Leu est situé au pied de la cathédrale de part et d'autre de la Somme qui se divise ici en plusieurs bras. Un axe routier est-ouest (rue des Francs Muriers, rue Vanmarcke, place Parmentier) sépare en deux entités le quartier, le lien entre les deux se faisant par la place du Don et le pont de la Dodane. Le quartier est limité à l'est par les boulevards intérieurs et à l'ouest par la rue du Marché de Lanselles et la grande rue de la Veillère.
La place du Don, la rue des Bondes, la rue du Hocquet, le quai Bélu, sont les lieux les plus animés avec les cafés, les restaurants, salle de spectacles...
L'habitat est constitué dans la partie nord du quartier par de nombreuses maisons basses mitoyennes aux murs de torchis sur bâti de bois parmi lesquelles émergent des maisons de brique.

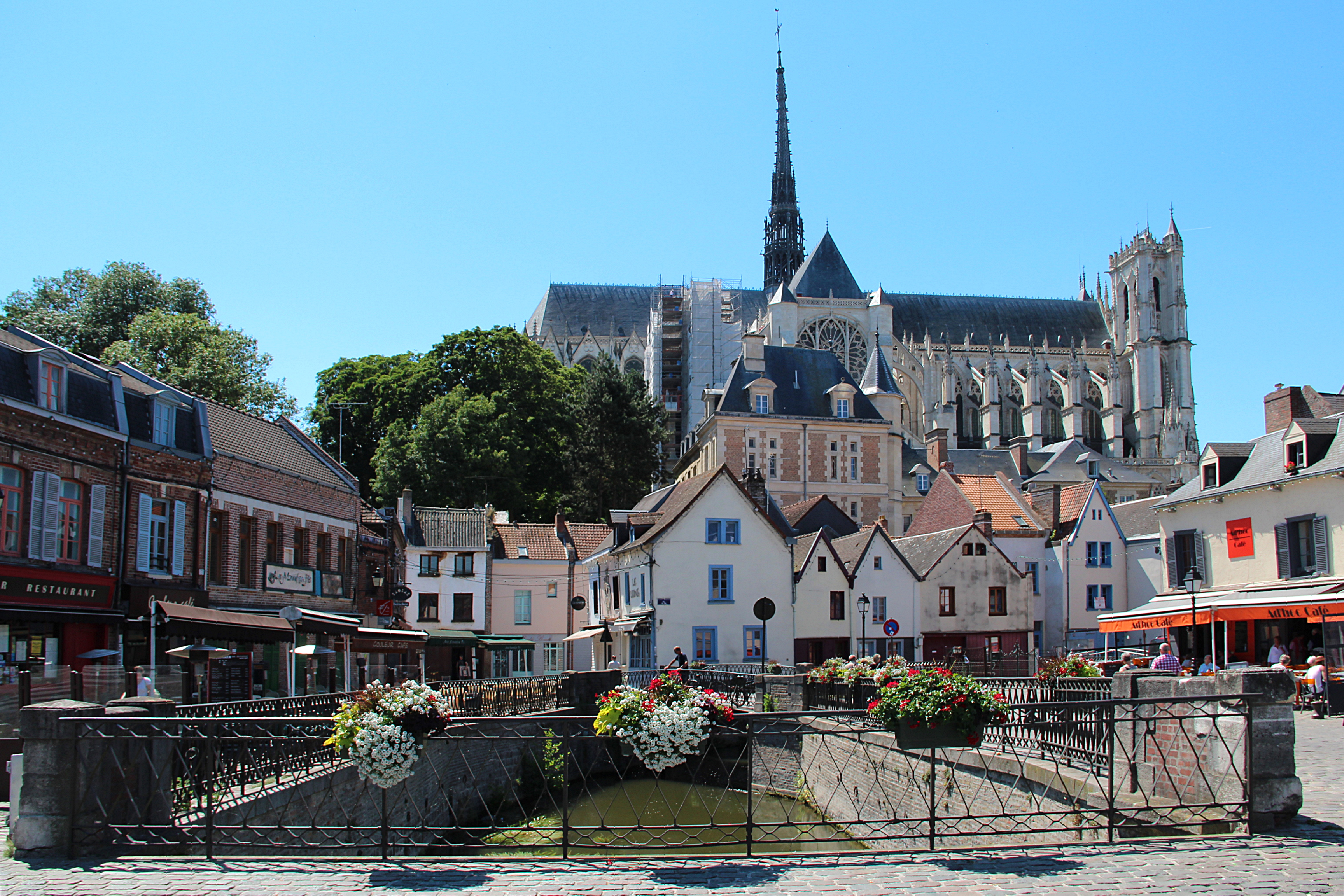
Place du Don : Somme et cathédrale.
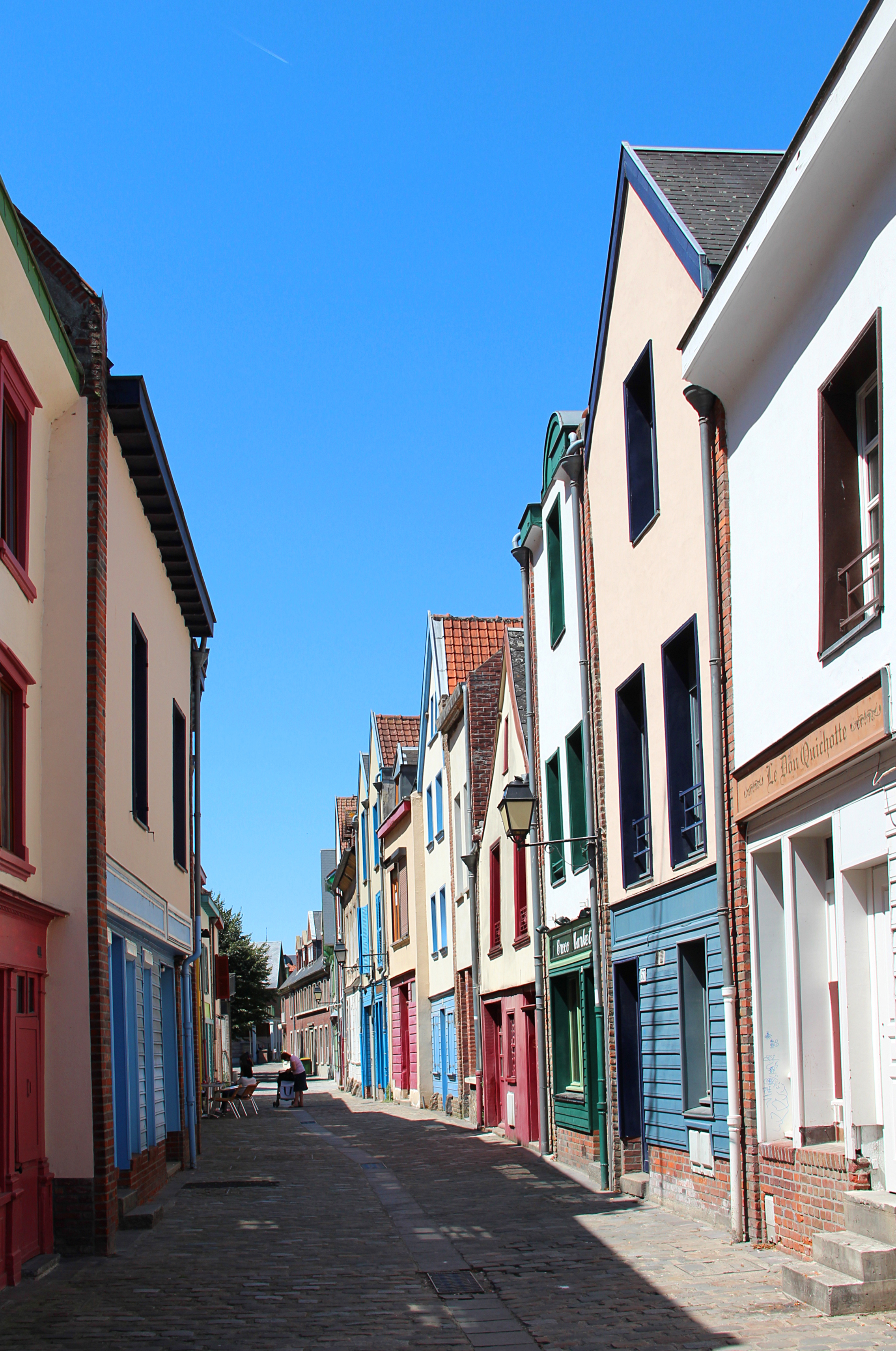
Saint-Leu : rue du Hocquet.
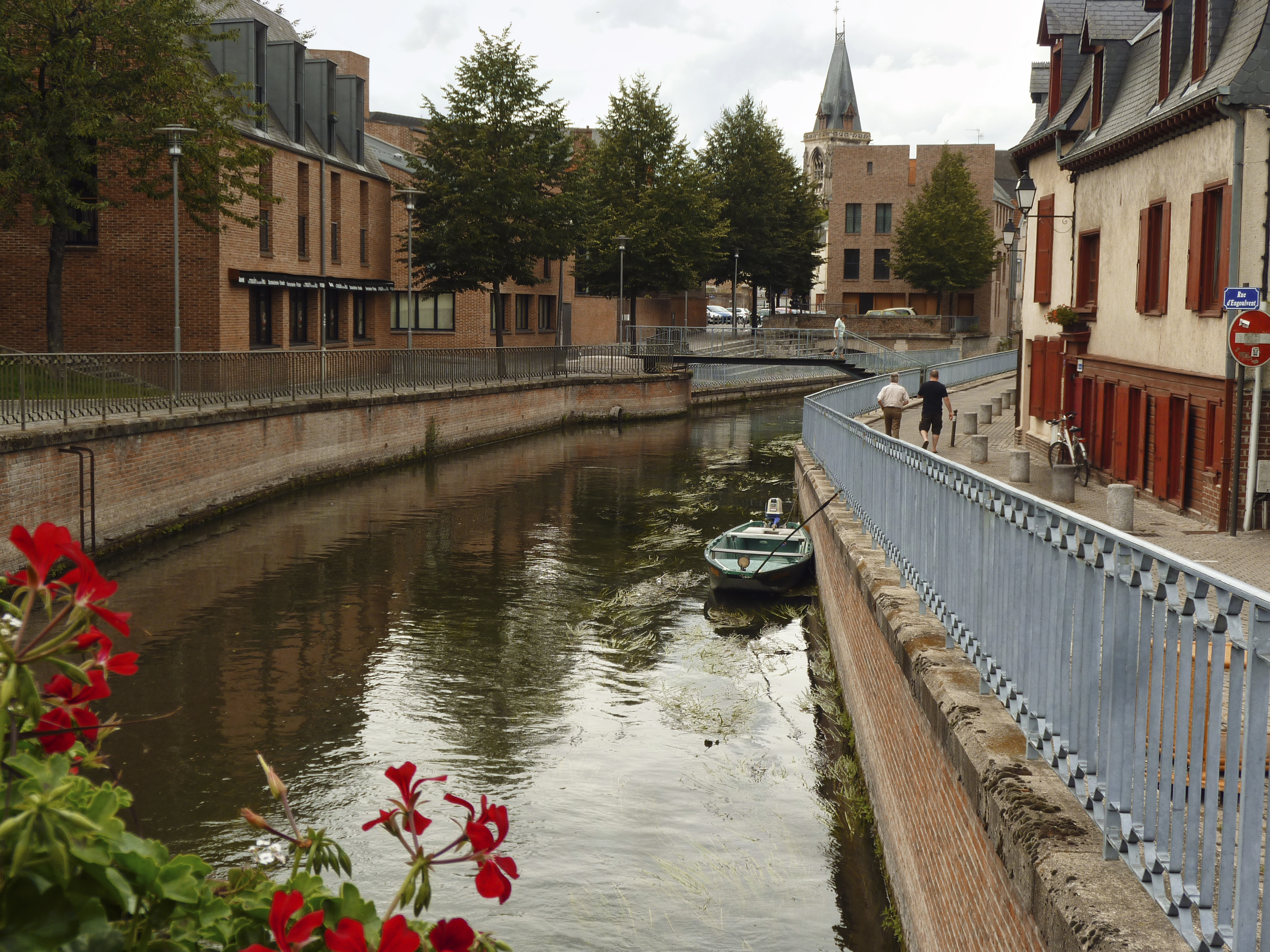
Saint-Leu : rue d'Engoulvent et rue des Majots.
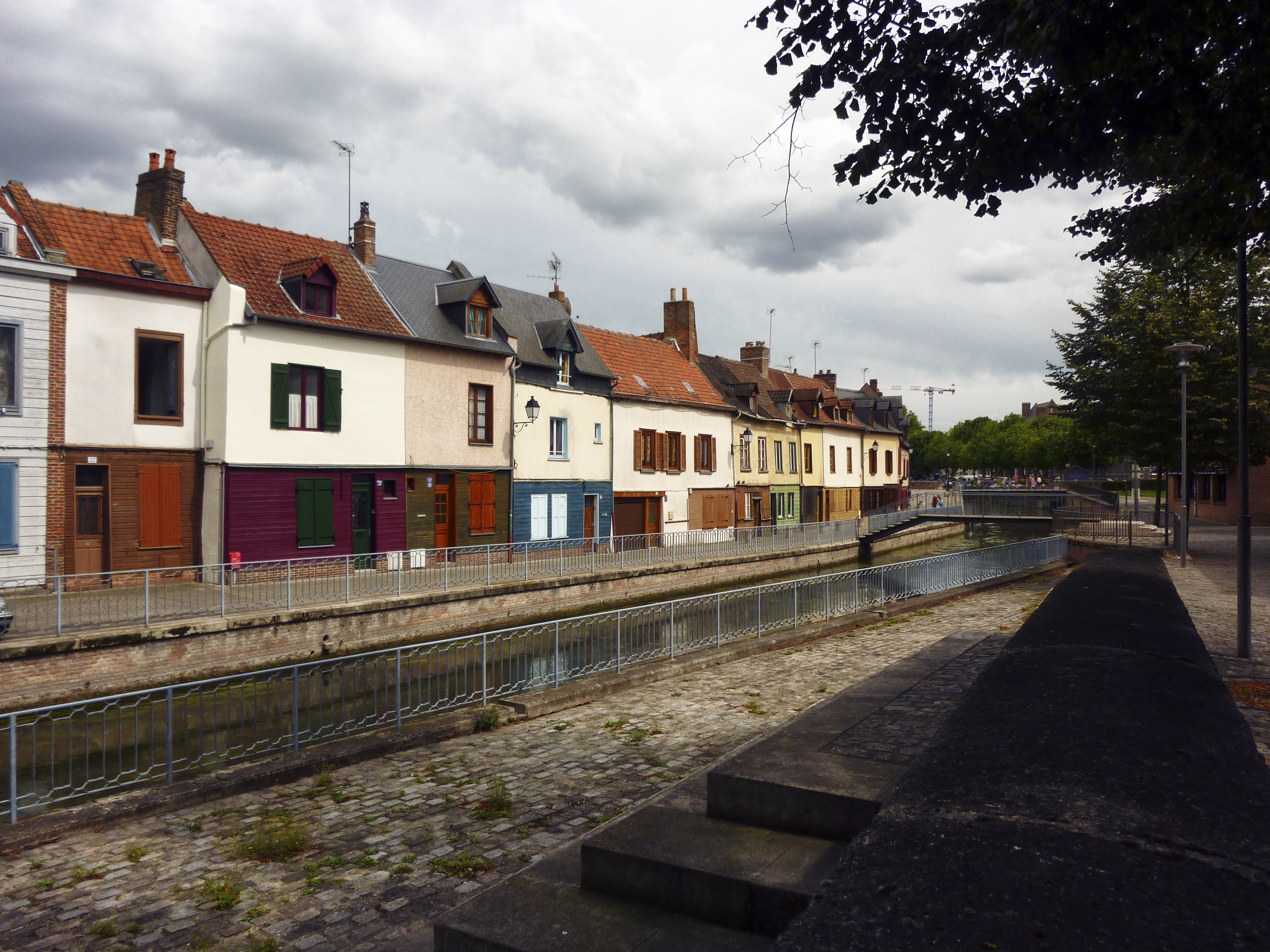
Saint-Leu : rue d'Engoulvent.
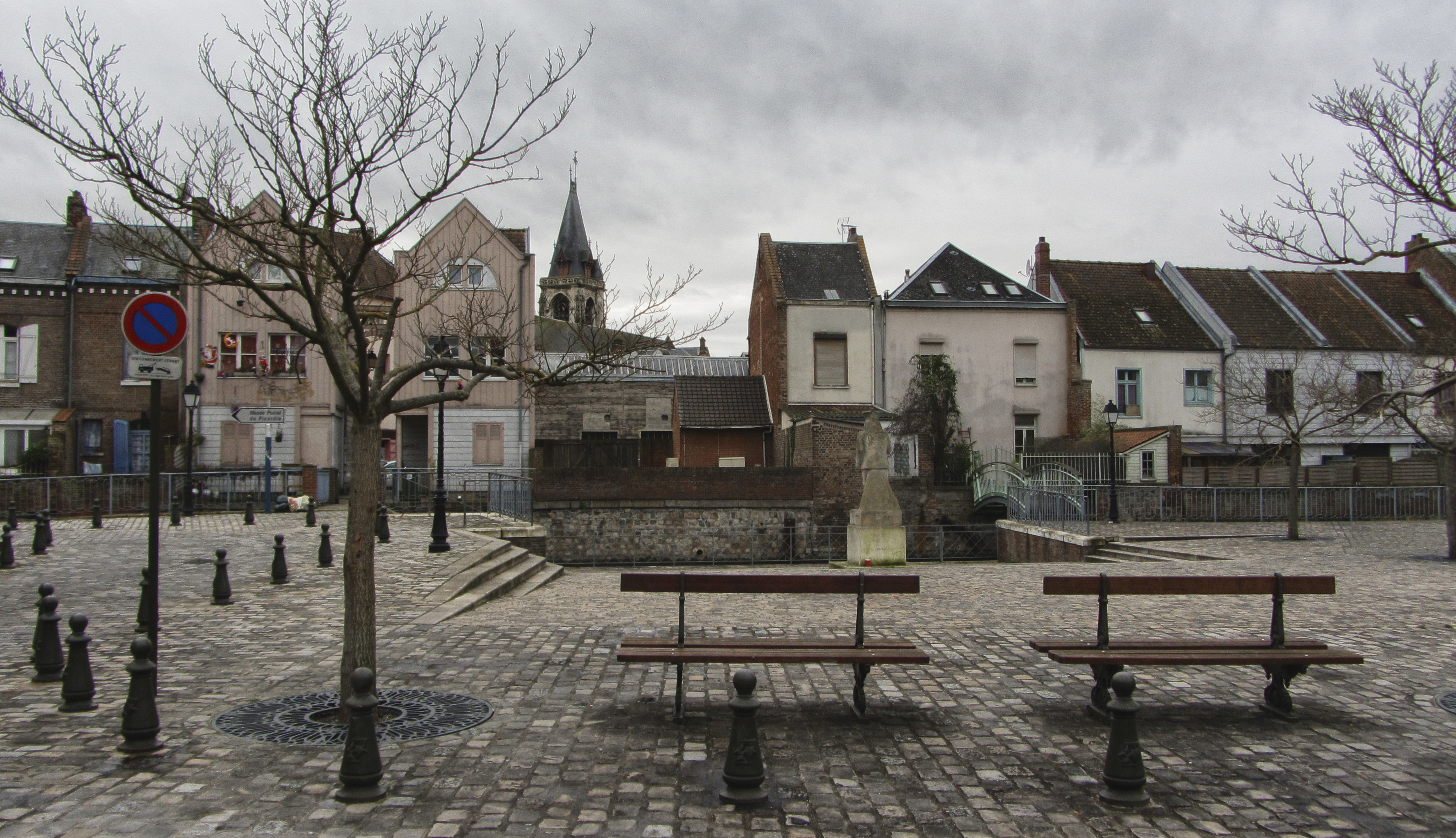
Saint-Leu : Place Aristide-Briand.
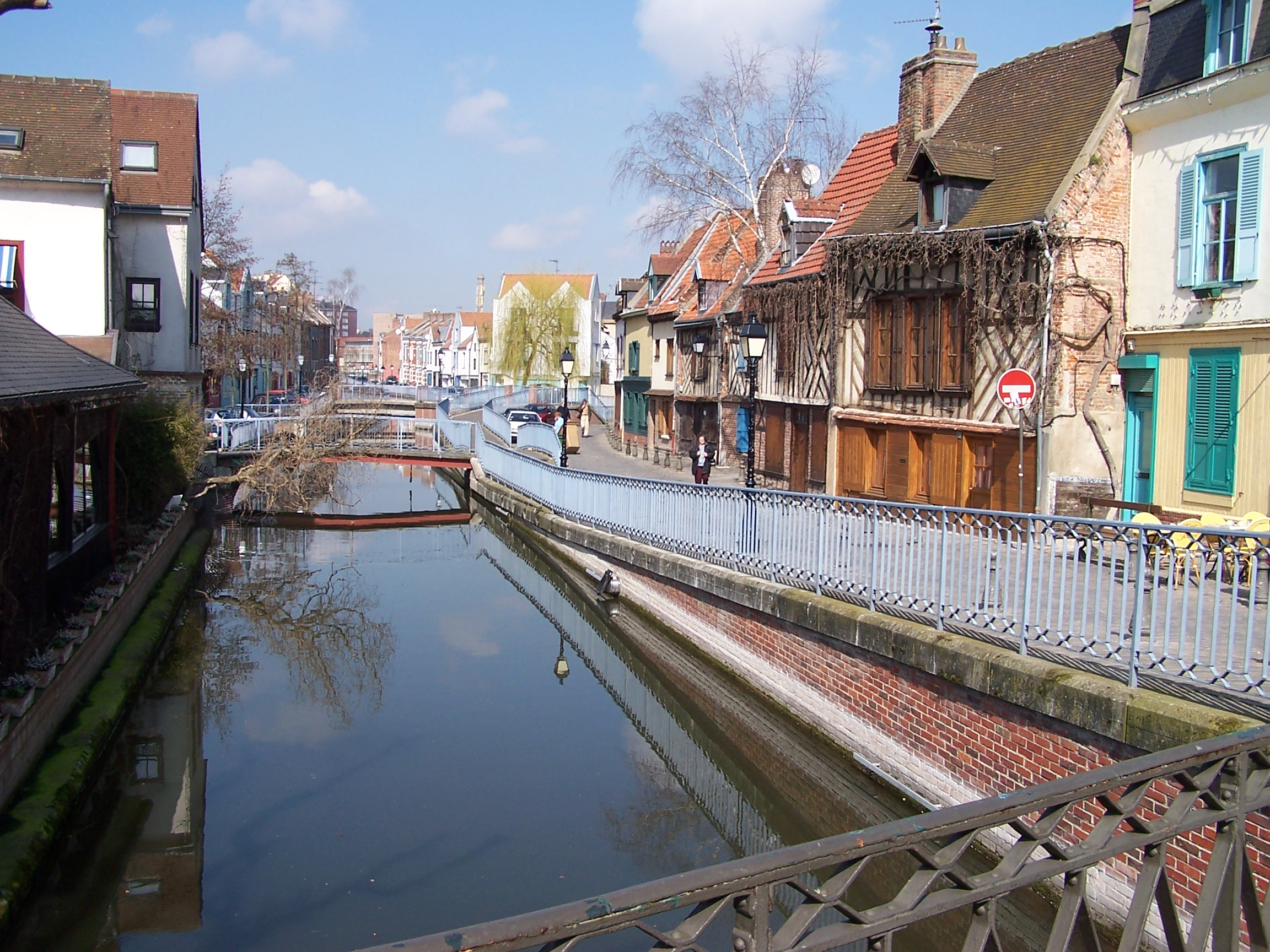
Canal dans le quartier Saint-Leu.
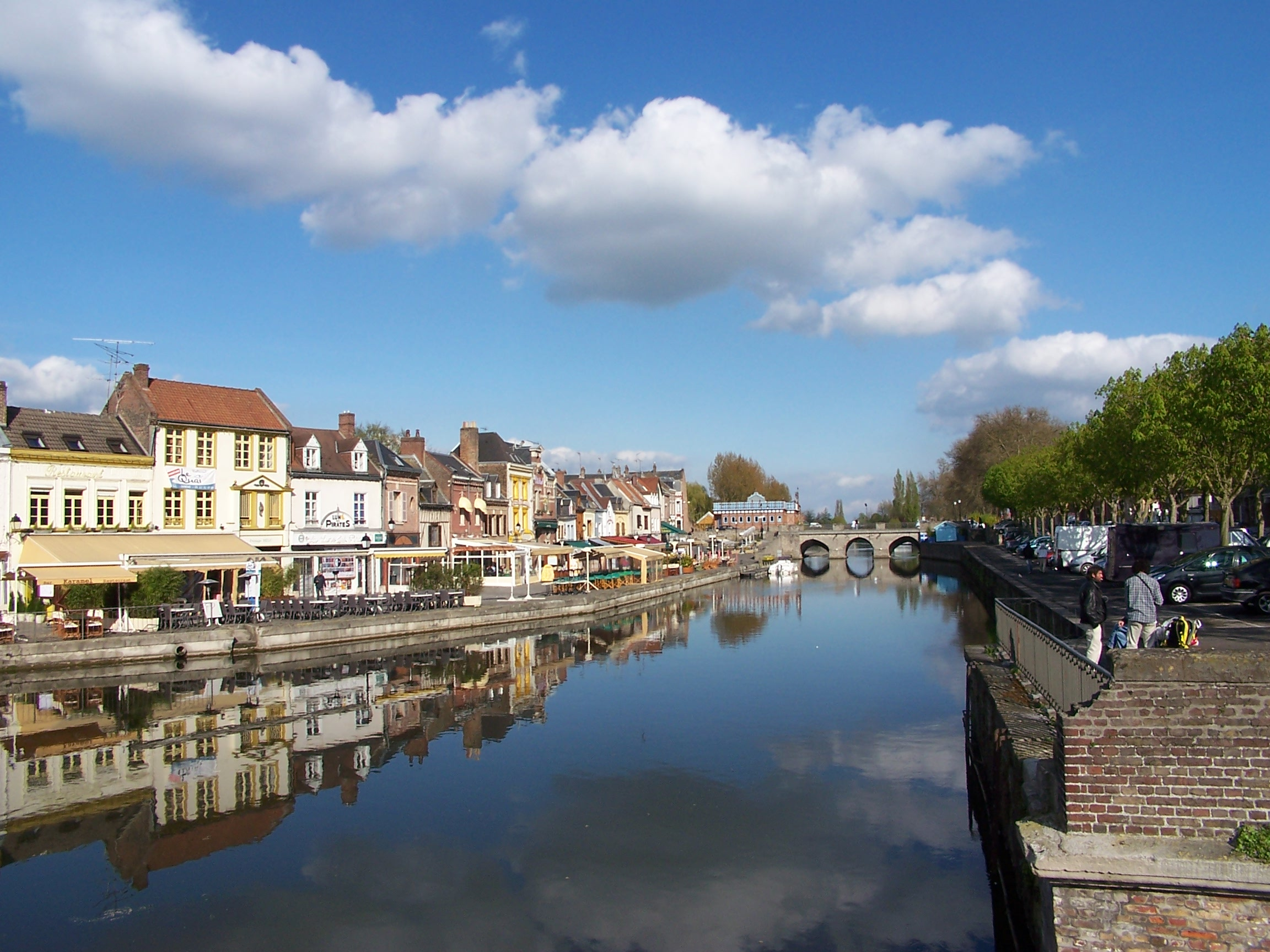
Quai Bélu au bord de la Somme.
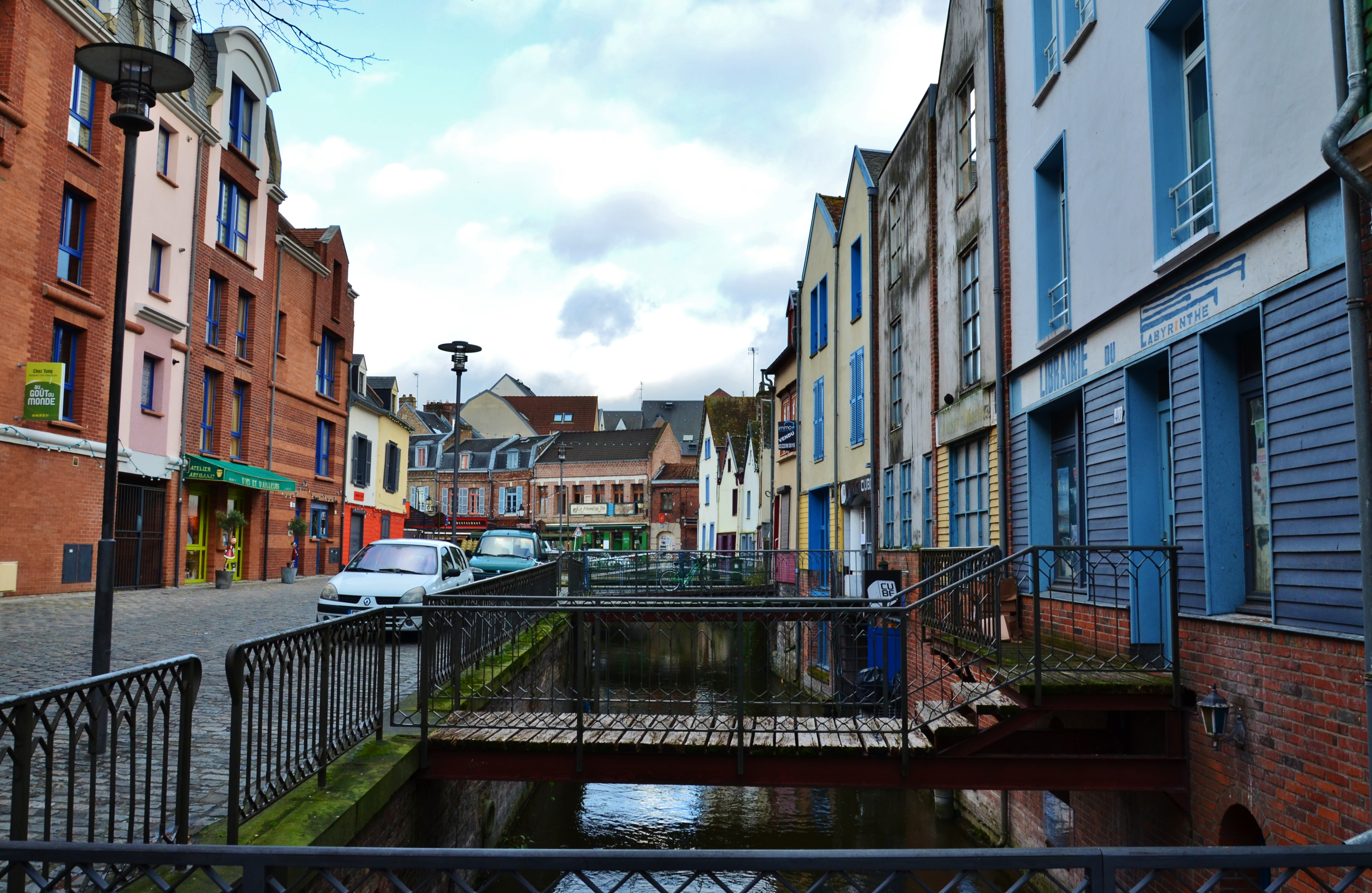
Rue du Don

## Rénovation du quartier Saint-Leu
Dans les années 1970, la question de la rénovation du plus vieux quartier d'Amiens et de son habitat insalubre se posa. Une politique de rénovation du quartier se met en place, se fixant pour objectifs de réduire les habitats insalubres en les rénovant, mais aussi en détruisant certaines bâtisses jugées trop vétustes, pour construire de nouveaux immeubles. Outre les expulsions-relogements qui évacuent une partie des habitants du quartier en dehors du centre ville (notamment en leur proposant des HLM dans le quartier d'Etouvie), cette politique publique souhaite rendre le quartier plus animé. Pourtant déjà largement investi par l'artisanat et les commerces de proximité, les décennies 1980 et 1990 voient l'installation de nouveaux commerces et lieux culturels, en lien avec l'implantation de l'université, qui vient remplacer l'ancienne brasserie.

### La gentrification du quartier
Ainsi, dans les années 1990, fut mise en œuvre une opération de gentrification : démolition de maisons vétustes, construction de petits immeubles, rénovation de la voirie et des réseaux, création sur les bords de la Somme de commerces de restauration, de salles de spectacles et d'un cinéma qui animent le quartier. On y trouve : 
- une salle de spectacles musicaux, La Lune des Pirates (quai Bélu) ;
- La Maison du Théâtre (rue des Majots) ;
- Le Théâtre de marionnettes Chés Cabotans d'Amiens (rue Edouard David) ;
- Le cinéma, Ciné Saint-Leu (rue Vanmarke)...

Une partie de la population socialement modeste quitta le quartier qui s'ouvrit à une population plus jeune et plus aisée.
Depuis, la politique d'aménagement du territoire continue dans ce sens. Si l'université de sciences avait remplacé la brasserie, désormais, la Citadelle toute proche accueille le Campus des sciences sociales (auparavant localisé au Sud d'Amiens).
La rue Saint-Leu se transforme, les fast-food et bars se multiplient, une Lune des Pirates 2 (salle de concert) y est prévue. Ce phénomène s'accompagne d'une privatisation de l'espace public, avec certaines rues qui servaient de lieu de sociabilité et de rencontre nocturne des habitants dont l'accès vise à être réglementé (interdiction des voitures, développement des terrasses de bars, payantes, etc.).
Un ambitieux plan de rénovation du parc locatif appartenant à la ville d'Amiens, et qui est loué, a subi et subit encore en 2020 une réhabilitation. Dans le cadre de la nouvelle politique permettant aux bailleurs sociaux de vendre leurs immeubles, la mise en vente de ces maisons, habitées par des ouvriers et populations précaires, pour des investisseurs privés qui les relouent à des étudiants à meilleur prix est à prévoir.
En témoigne l'exemple éloquent de la Maison Cozette offerte offerte à la ville d'Amiens pour prendre en charge les jeunes travailleuses dans le besoin, ce bâtiment situé 26 place Vogel a ensuite servi de bâtiment municipal (accueillant une crèche, notamment), puis abandonné pendant une dizaine d'années par la municipalité. Squatté de 2016 à 2017 par le Collectif la Brèche, les jeunes gens en sont ensuite expulsés. La ville le vend alors à un entrepreneur privé qui construit une résidence étudiante haut de gamme. Ainsi, progressivement, de quartier ouvrier, le quartier Saint-Leu tend à se transformer, à travers une politique volontariste de la ville d'Amiens en ce sens, en lieu étudiant et touristique, avec une inflation des loyers, un développement des commerces, et des précaires de plus en plus chassés hors du centre ville.
Une des originalités du quartier est son arbre à gargouilles ou arbre à vœux. Il suffit de s’y arrêter d’y accrocher une poupée, un morceau de tissu, une ficelle… de faire un vœu, et celui-ci sera exaucé.

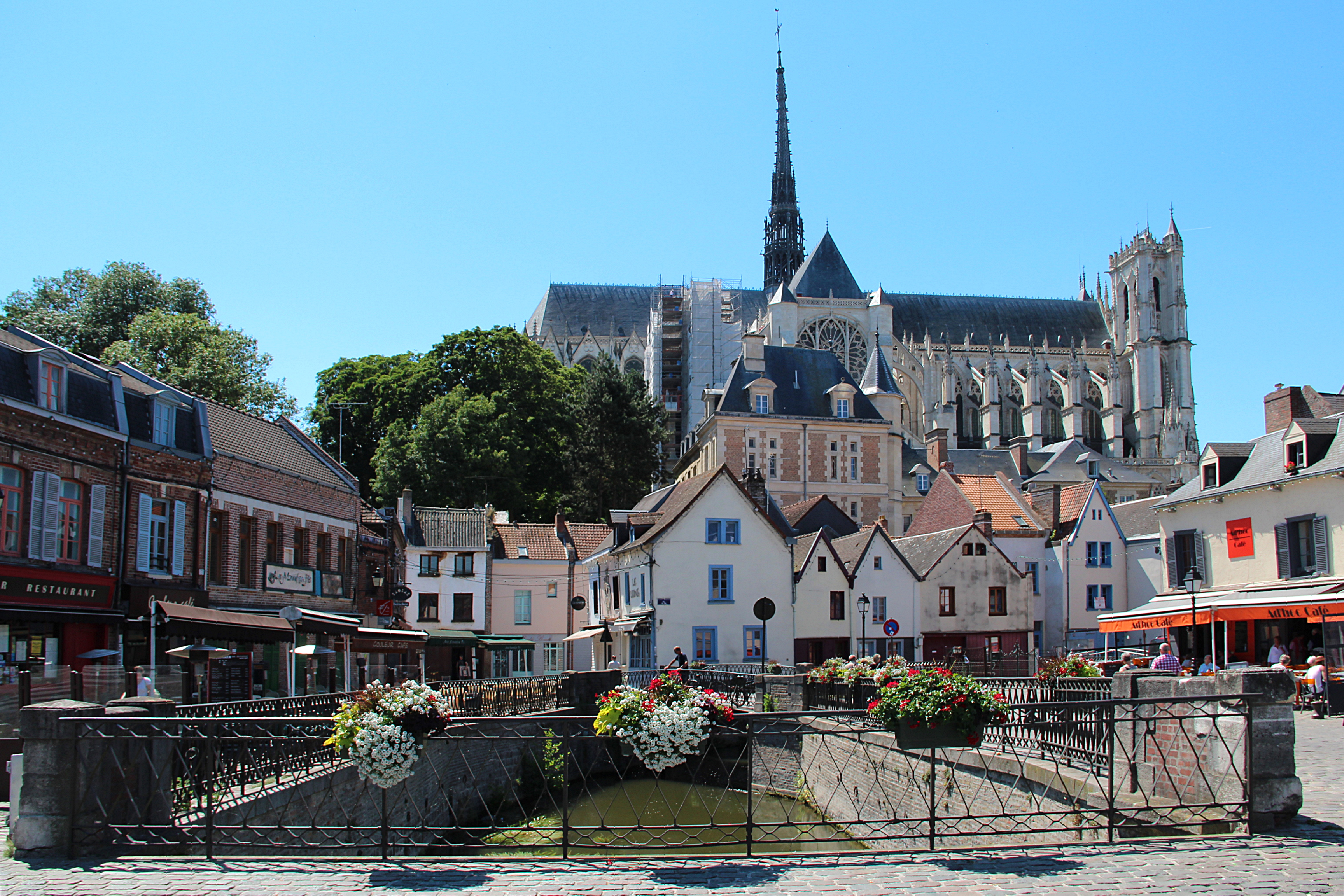
Place du Don : Somme et cathédrale.
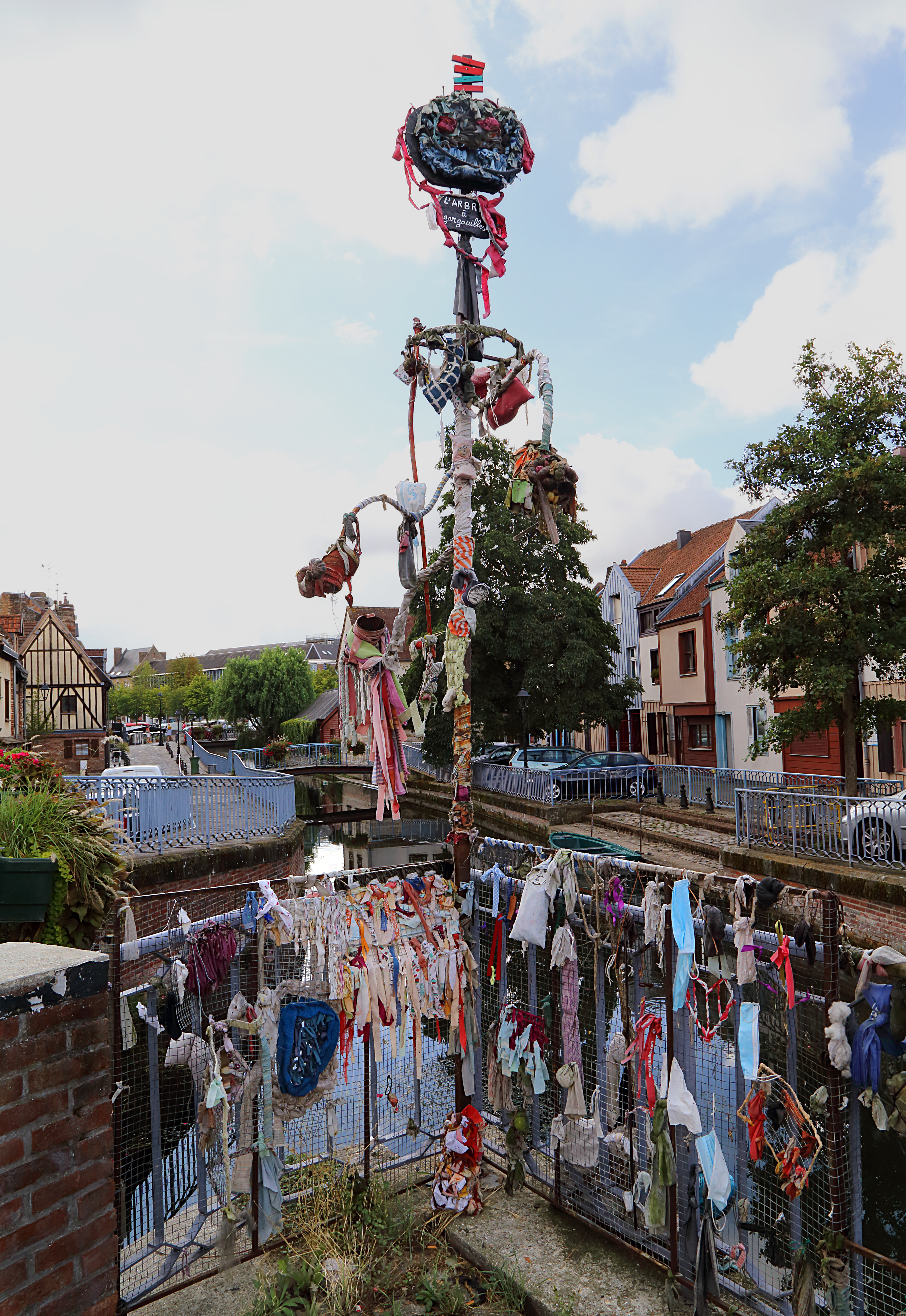
L'arbre à gargouilles
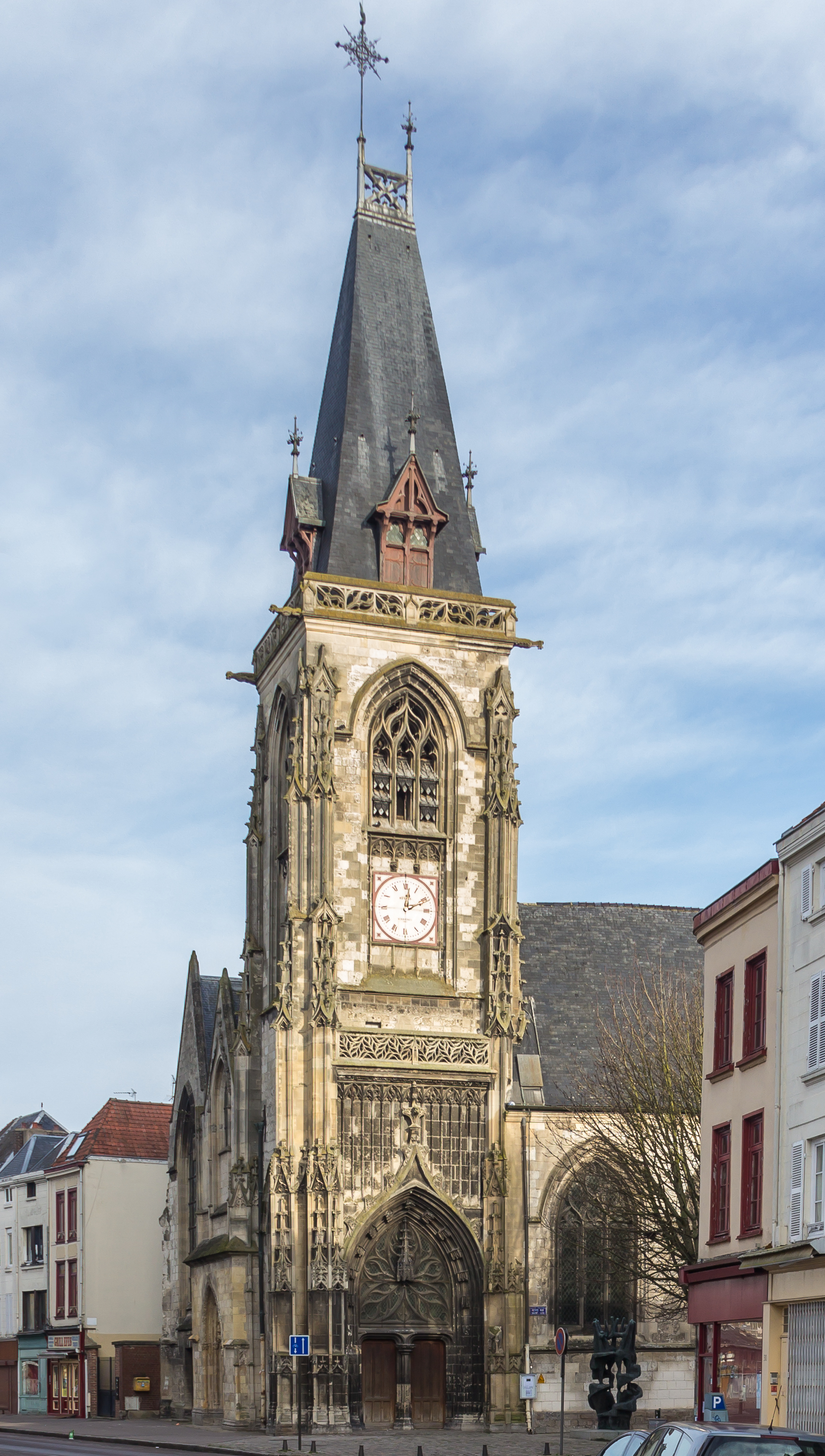
Église Saint-Leu

## Saint-Leu à la télévision
Les 17 et 24 août 2016, la chaîne de télévision M6 diffuse La Rue des allocs, une série documentaire en quatre épisodes adaptée de l'émission britannique de Channel 4 Benefits Street et tournée dans le quartier de Saint-Leu. Le documentaire propose une immersion dans le quotidien des Français en situation de précarité en suivant plusieurs habitants du quartier vivant avec moins de 1 000 euros par mois. Sa diffusion déclenche une polémique : ainsi, la FNARS dénonce « un programme stigmatisant et honteux » et saisit le Conseil supérieur de l'audiovisuel pour en suspendre la diffusion, tandis que la présidente du comité de quartier accuse la chaîne d'avoir « trompé les habitants » en réalisant « un programme voyeuriste, volontairement tourné vers le mauvais côté des choses ».

## Patrimoine architectural du quartier
- vieilles rues pavées le long de canaux avec des maisons traditionnelles en torchis ou en brique
- Église Saint-Leu
- Moulin Passe-Avant
- Moulin Passe-Arrière
- Ruines de la chapelle de l'ancien hôtel-dieu
- statue de Lafleur par Pierre Bazin, place Aristide-Briand
- statue L'Homme à la bouée par Stephan Balkenhol, située au milieu du fleuve.